# Serge N'Gal
Serge Charles N'Gal (nacido el 13 de enero de 1986) en Nkongsamba es un delantero de fútbol de Camerún, que juega para La Roda Club de Fútbol en Segunda División B.

## Trayectoria
N'Gal comenzó su carrera profesional en España con el Villarreal CF a la edad de 16, pero no pudo encontrar un lugar en el primer equipo. Entonces se enroló en las filas del Alboraya UD. En 2004, se trasladó a la primera división en el equipo finlandés FC Inter Turku, que había visitado el país antes, cuando en representación de Camerún en 2003 la Copa Mundial Sub-17. Su primera temporada no fue un éxito debido a una lesión y se las arregló para jugar en sólo seis partidos, anotando dos veces. En su segunda temporada, N'Gal fue uno de los mejores jugadores en la liga y sus impresionantes actuaciones despertaron el interés de grandes clubes europeos.
En 2005-06, firmó con el francés Stade Brestois de segunda división, pero, después de una temporada sin éxito, se unió a la Liga Portuguesa União Desportiva de Leiria.
En mayo de 2008, se declaró que S. L. Benfica y el Deportivo de La Coruña ha mostrado interés en él, pero como algunos informes alegando que era una persona difícil de manejar su equipo de filtrado, enfriado de interés
En agosto de 2008, después del descenso Leiria, N'Gal trasladó a España y firmó un contrato de dos años con el Gimnàstic de Tarragona, en Segunda División. Su buena temporada permitió que muchos equipos se fijaran en él, como el Tenerife, recién ascendido, y aunque algunos medios dieron por cerrado el acuerdo, finalmente se quedó en Tarragona.
En 2010, tras una mala temporada con el club catalán, regresó al União de Leiria. En el pasado el jugador camerunés había militado en Inter Turku, Brest, Uniao Leiria, Gimnàstic, USM Argel o Académica de Coimbra.
En enero de 2014 el exdelantero del Gimnàstic, llegó a un acuerdo con los dirigentes de La Roda Club de Fútbol para incorporarse a la disciplina roja hasta el final de la temporada.